# Khướu đá đuôi cụt
Khướu đá đuôi cụt hya khưu đá sọc (danh pháp hai phần: Napothera brevicaudata) là một loài chim trong họ Họa mi (Timaliidae). Loài chim này sinh sống trong khu vực Campuchia, Trung Quốc, Ấn Độ, Lào, Malaysia, Myanma, Thái Lan và Việt Nam.
Môi trường sống tự nhiên của nó là các vùng rừng đồng bằng cũng như vùng ven núi ẩm ướt nhiệt đới và cận nhiệt đới.

## Hình ảnh

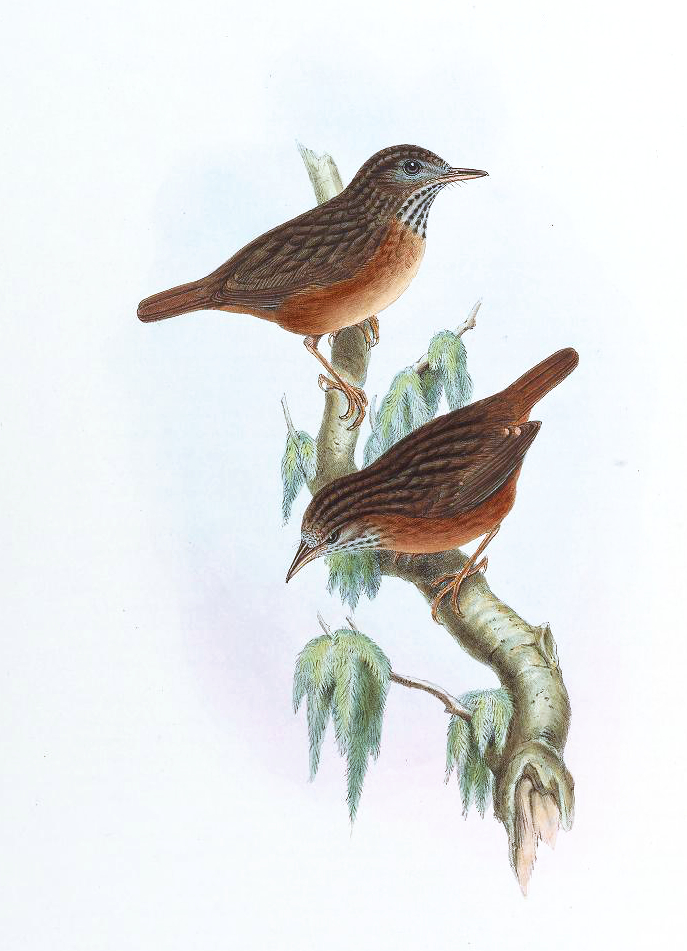
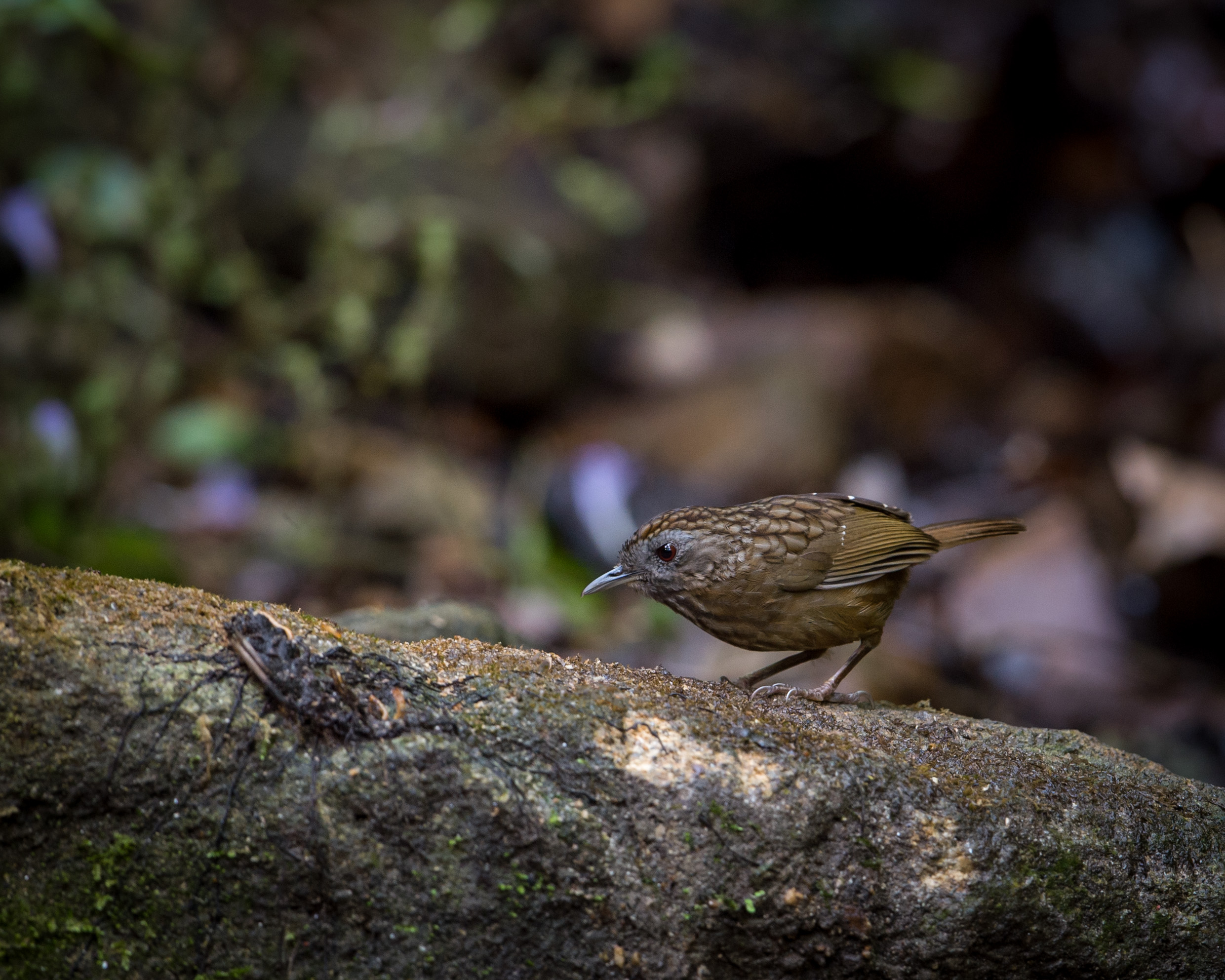